# Živko Pavlović (peintre)
Ne pas confondre avec le militaire Živko Pavlović (1871-1938).
Pour les articles homonymes, voir Pavlović.
Živko Pavlović (en serbe cyrillique : Живко Павловић ; né à une date indéterminée et mort en 1850 ou 1851) est un peintre serbe qui a notamment réalisé des icônes. Il également connu sous le surnom de « peintre de Požarevac » (Moler požarevački).
Selon les sources, il est l'arrière-grand-père de la peintre Milena Pavlović-Barilli,,.

## Réalisations

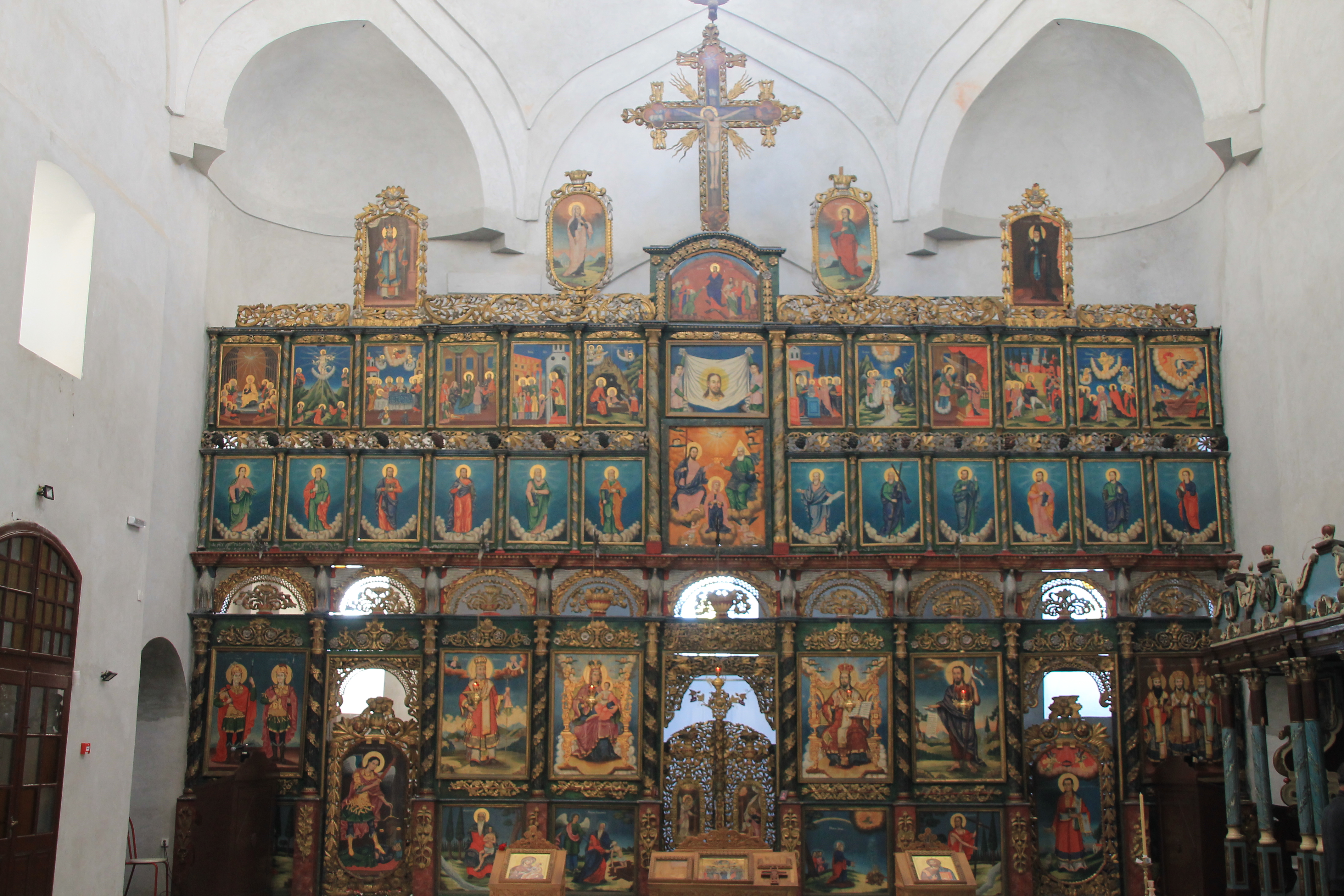
L'iconostase de l'église de l'Ascension de Čačak.

En 1836, Živko Pavlović peint les portes nord et sud de l'église Saint-Nicolas de Kisiljevo, ainsi que quelques icônes de l'iconostase ; cette réalisation constitue la mention la plus ancienne de son travail de peintre d'icône. L'église Saint-Nicolas est inscrite sur la liste des monuments culturels protégés de la république de Serbie (identifiant no SK 611).
Il travaille avec Jovan Stergević, connu sous le nom de Janja Moler, à l'iconostase de l'église Saint-Étienne d'Ivanjica, construite en 1836-1838, puis, en 1841, il travaille aux peintures du monastère de Nimnik, en collaboration avec Josif Petrović (1825-1877).
Entre 1841 et 1846, il peint l'iconostase monumentale de l'église de l'Ascension de Čačak, un édifice inscrit sur la liste des monuments culturels de grande importance du pays (identifiant no SK 535),.
Les fresques de l'église Lazarica à Kruševac ont été peintes en 1843 et les icônes de l'iconostase en 1844 ; elles sont très probablement dues à Živko Pavlović ; l'église est inscrite sur la liste des monuments culturels d'importance exceptionnelle de la république de Serbie (identifiant no SK 157).
En 1844, Živko Pavlović travaille aux icônes de l'église du monastère de la Présentation-du-Christ-au-Temple de Dučalovići, dans la gorge d'Ovčar-Kablar ; en bas de l'icône du trône de la Mère de Dieu figure l'inscription « Živko Pavlović, požarevački ikonopisac, u Kruševcu 16. aprila 1844. godine. » (« Živko Pavlović, peintre d'icône de Požarevac, à Kruševac 16 avril 1844 »). La décoration picturale du monastère s'est achevée le 26 novembre 1844 ; Živko Pavlović a collaboré avec le peintre Nikola Janković d'Ohrid,. Ce monastère est lui aussi inscrit sur la liste des monuments de grande importance (identifiant no SK 384).
En 1847, il peint des fresques au monastère de Gornjak ; le monastère est classé (identifiant no SK 569),.
En 1849, il peint l'iconostase et les fresques de l'église du monastère de Zaova,,, ; le monastère est classé (identifiant no SK 572),.